# Fais
Fais är en kommunhuvudort i Mikronesiska federationen.   Den ligger i kommunen Fais Municipality och delstaten Yap, i den västra delen av landet, 2 000 km väster om huvudstaden Palikir. Fais ligger 20 meter över havet och antalet invånare är 215. Den ligger på ön Fais Island.
Terrängen runt Fais är mycket platt. Fais är den högsta punkten i trakten. Fais är det största samhället i trakten. 